# Cassiopeidae
Cassiopeidae is een familie van neteldieren uit de klasse van de Scyphozoa (schijfkwallen).

## Geslacht
- Cassiopea Péron & Lesueur, 1810